# Jaraksari
Jaraksari is een bestuurslaag in het regentschap Wonosobo van de provincie Midden-Java, Indonesië. Jaraksari telt 11.753 inwoners (volkstelling 2010).